# Cantonul Saillans
Cantonul Saillans este un canton din arondismentul Die, departamentul Drôme, regiunea Rhône-Alpes, Franța.

## Comune
- Aubenasson
- Aurel
- Chastel-Arnaud
- La Chaudière
- Espenel
- Eygluy-Escoulin
- Rimon-et-Savel
- Saillans (reședință)
- Saint-Benoit-en-Diois
- Saint-Sauveur-en-Diois
- Vercheny
- Véronne